# 茱莉亚·达·席尔瓦-布鲁恩斯

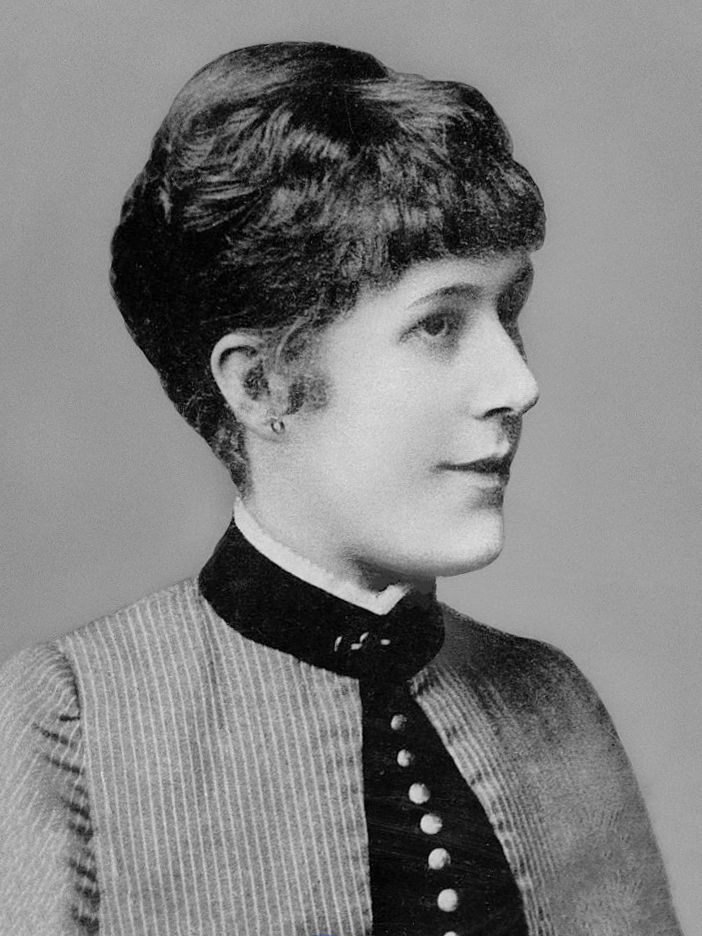

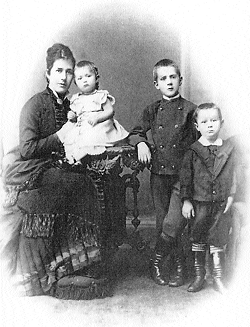
茱莉亚·曼和她最大的三个孩子。从右至左：托马斯，海因里希和茱莉亚

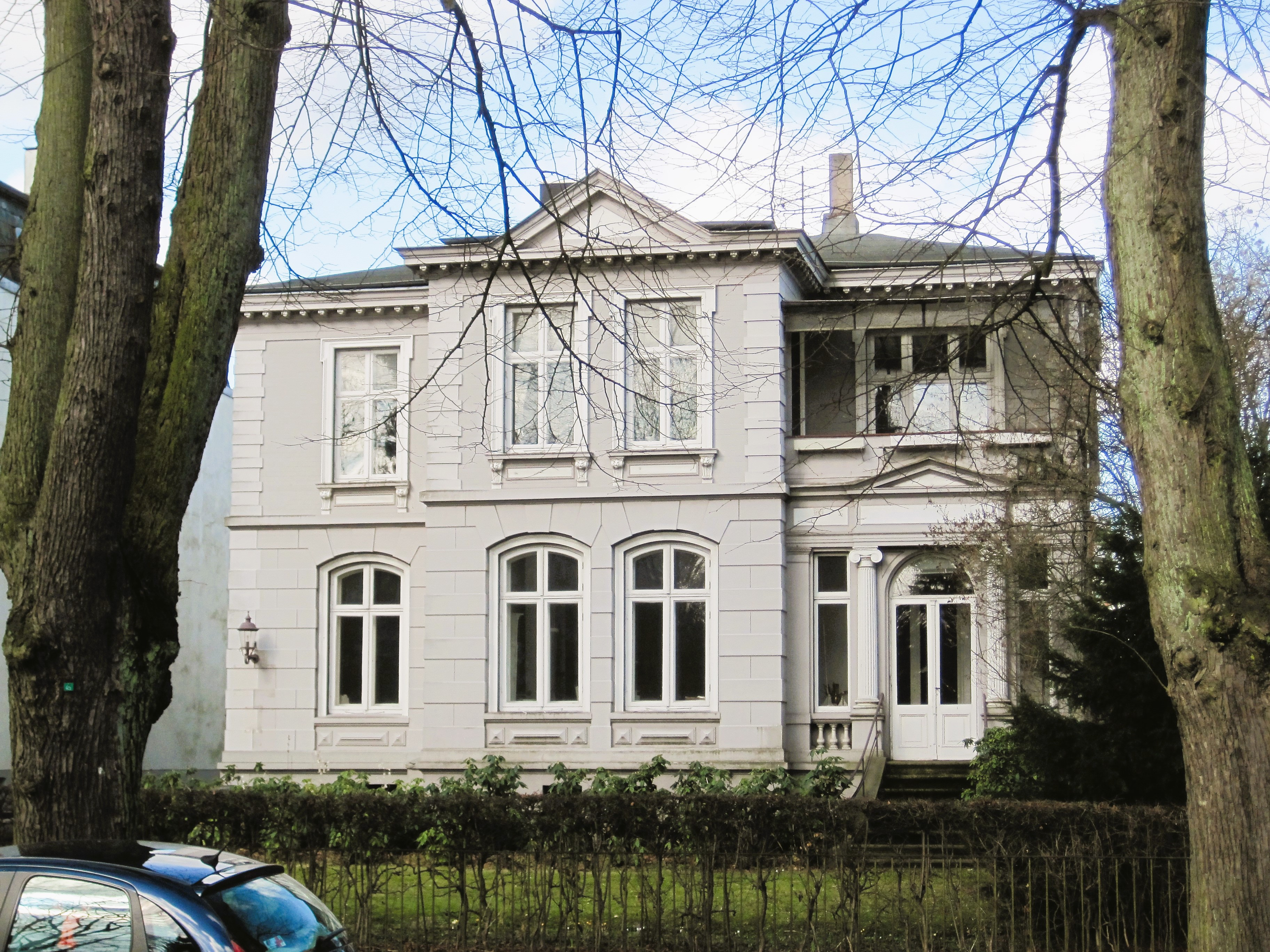
位于Roeckstraße的带小花园的房子

茱莉亚·达·席尔瓦-布鲁恩斯（Julia da Silva-Bruhns，又名Dodo，夫姓Mann，1851年8月14日—1923年3月11日）是吕贝克参议员、谷物商人托马斯·约翰·海因里希·曼（Thomas Johann Heinrich Mann）的妻子，作家托马斯·曼和海因里希·曼的母亲。

## 生平
茱莉亚·曼是1837年自德国移民至巴西的吕贝克农夫约翰·路德维希·赫尔曼·布鲁恩斯（Johann Ludwig Hermann Bruhns，1821-1893）和巴西人玛丽亚·路易莎·达·席尔瓦（-1856），一个祖先起源于葡萄牙的大地主的女儿。她还有几个姐妹。
茱莉亚的父亲拥有在桑托斯和里约热内卢之间的几个甘蔗种植园。她出生于帕拉蒂的庄园(De: der Villa Boa Vista)里，并在这里优渥的环境中度过了自己人生的第一年。她的母亲在生她的第六个孩子的过程中去世，那时茱莉亚·达·席尔瓦-布鲁恩斯五岁。在她母亲死后一年，父亲决定将他的孩子们送回德国。茱莉亚那时一句德语也不会说。直到她14岁那年之前，她都生活在吕贝克一所寄宿学校内，指导教师为泰蕾茲·布塞(De: Therese Bousset)。与此同时，她的父亲在巴西照料种植园的生意，并为她的生活所需提供经济支持。

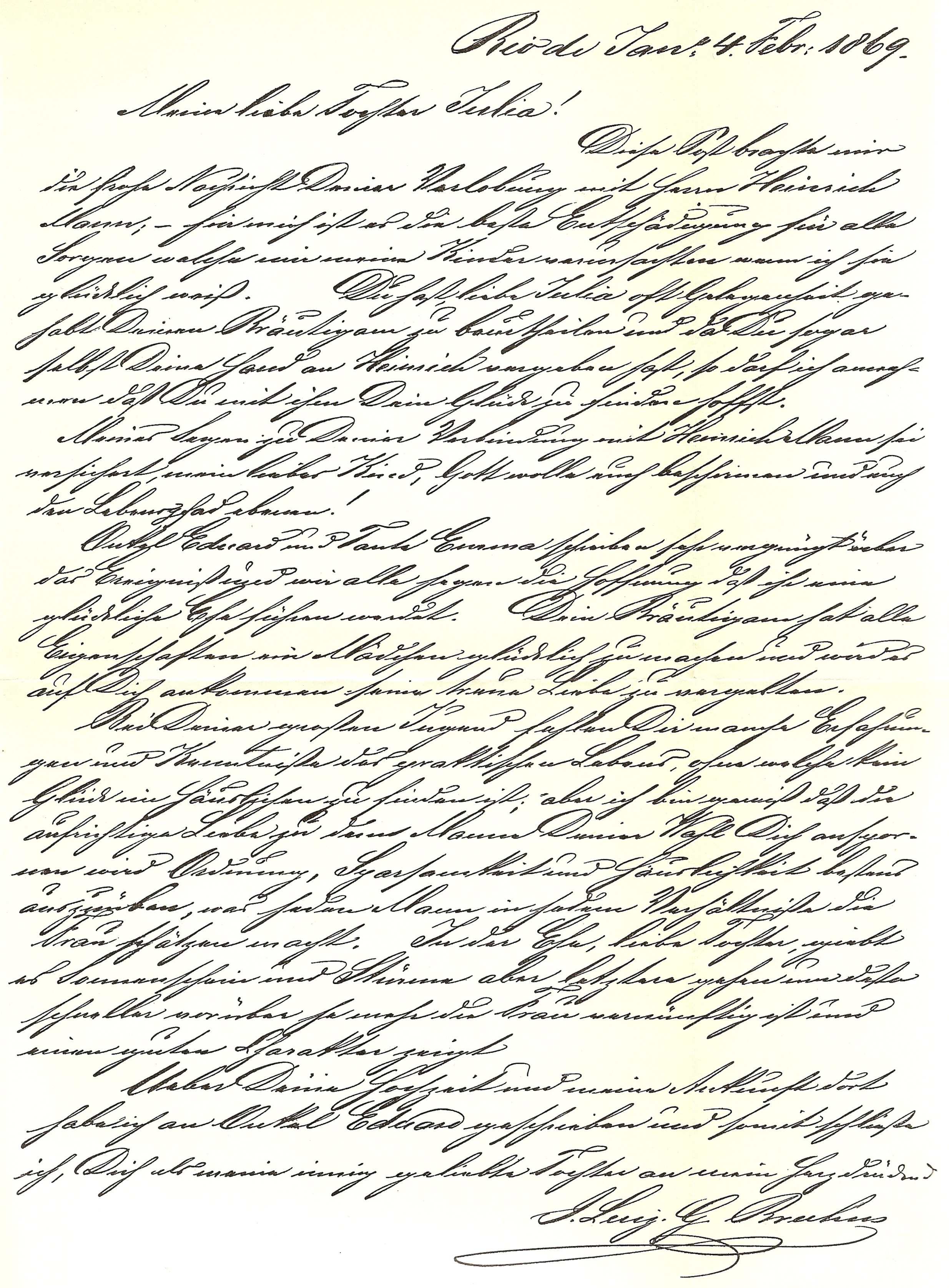
一封茱莉亚父亲写给她关于其订婚事宜的信

1869年她与比她年长11岁的托马斯·约翰·海因里希·曼（1840-1891）结婚。他们共育有五个孩子，海因里希（1871-1950），托马斯（1875-1955），茱莉亚“卢拉”(Julia „Lula“)（1877-1927），卡拉(Carla)（1881-1910）和维克多(Viktor)（1890-1949）。
茱莉亚·曼的丈夫1891年死于膀胱癌。他的公司根据他的遗嘱解散，住宅亦根据遗嘱出售，因为他生前预估他的儿子们不适宜于接手公司的未来。他的收入由遗嘱执行人Krafft Tesdorpf负责投资。茱莉亚·曼在她丈夫死后住在吕贝克城门前Roeckstraße的一栋房子(Sommerhaus)里。1893年她以”曼参议院夫人“(De: Frau Senator Mann)的身份同她的孩子们一同迁往慕尼黑居住，后又同最晚出生的维克多迁往奥格斯堡 的尼伯龙根大街(Nibelungenstraße)居住。 在那里她度过了自1903年至1906年的时光，依靠利息所得，以及海因里希和托马斯·曼寄来的少量资助生活。

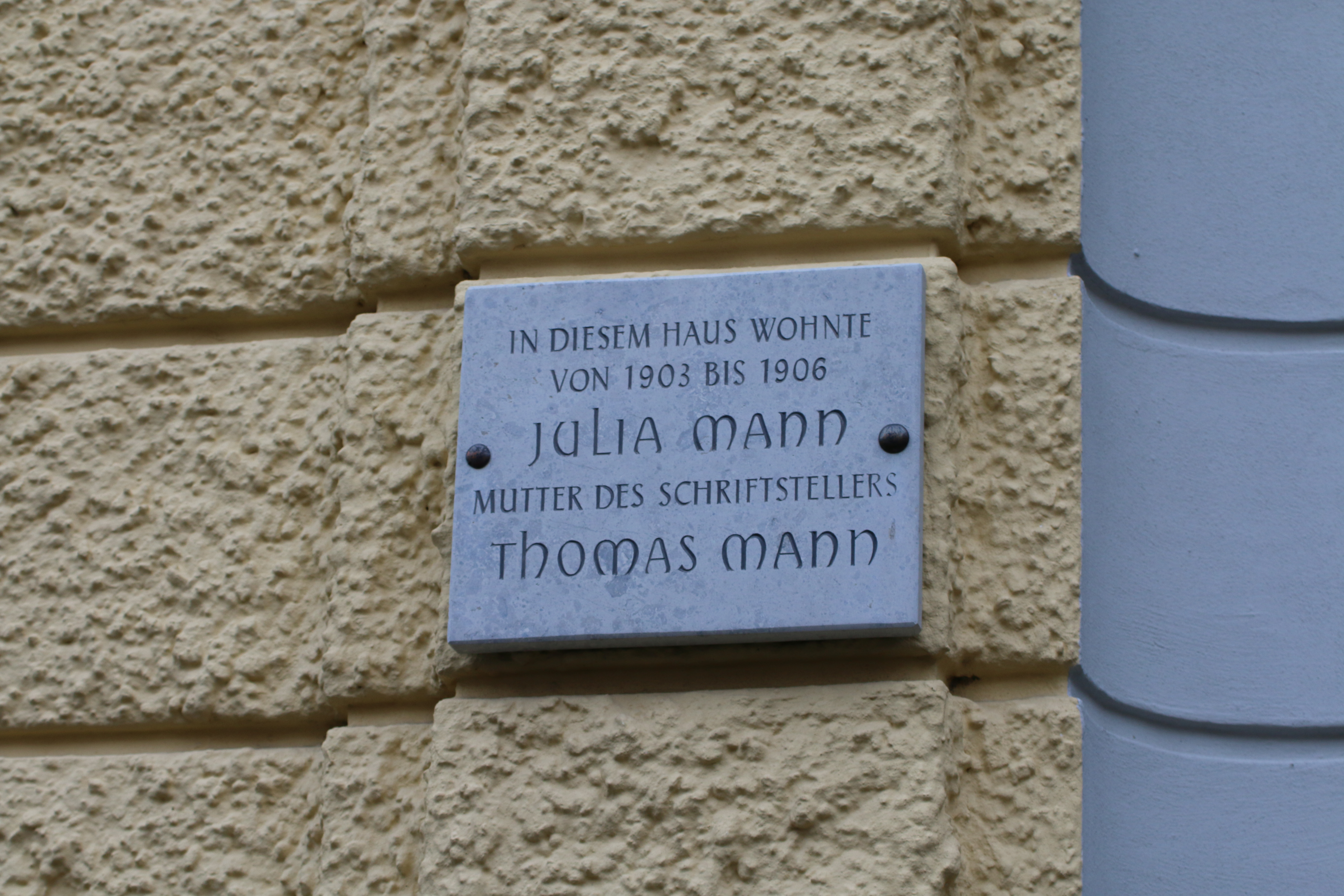
茱莉亚在尼伯龙根大街住房的纪念牌

“她年轻的时候，属于极度浪漫的类型，那时她是广受推崇的美女，亦具备异于常人的音乐天赋。我问自己我的本性究竟从何遗传而来，[...]得到结论，对生活的严肃掌控遗传自父亲，而那些本性中的愉悦，亦即艺术的感性道路以及——用最感性的词来说——捏造故事的兴趣，是遗传自我的母亲的。”托马斯·曼1936年如是说。
茱莉亚·曼1903年时写了一本回忆录，记述了从她在巴西的童年至在吕贝克结婚之间的时光，供个人回忆之用。维克多·曼做了这本回忆录公开出版前的准备工作，并自1958年起以Aus Dodos Kindheit为名出版。
她的两个孩子海因里希和托马斯·曼分别以她为原型创造了多个虚构角色。在《布登勃洛克一家》中她是Gerda Arnoldsen的原型，在《浮士德博士》中她是参议员夫人Rodde的原型，在《威尼斯之死》中她是主角von Aschenbach母亲的原型，在《托尼奥·克律格》中她是主角的母亲Consuelo的原型，《对幸福的愿望》(Willen zum Glück)中的异域风情亦来源于她。
茱莉亚·曼晚年时常常更换住址。通货膨胀使她剩余的资产萎缩，这使她不得不经常寻找更便宜的寓所。出于自豪她不接受她儿子们提供的经济支援。她于71岁高龄去世于慕尼黑南边的一处酒店房间里，她的家人陪她度过了最后的旅程。她死后安葬在她女儿卡拉·曼的旁边，在她1910年时为自己死后准备的墓地中。

## 著作
- Aus Dodos Kindheit, erschienen mit zahlreichen Prosaskizzen und romantischen Erzählungen in Ich spreche so gern mit meinen Kindern. Aufbau Tb 1999. ISBN 3-7466-1041-9.

## 文学
- Viktor Mann: Wir waren fünf. Bildnis der Familie Mann. Fischer-Taschenbuch-Verlag, Frankfurt  2001. ISBN 3-596-12275-9.
- Barbara Hoffmeister: Familie Mann. Ein Lesebuch. Rowohlt 2001. ISBN 3-499-23197-2.
- Hildegard Möller: Die Frauen der Familie Mann. Piper 2005. ISBN 978-3-492-24576-0.
- Michael Stübbe: Die Manns. Genealogie einer deutschen Schriftstellerfamilie. Degener & Co, 2004, ISBN 3-7686-5189-4.
- In "Ana in Venedig " von João Silvério Trevisan auch :Ana em Veneza; also Ana in Venice (1994) ist Julia Mann ( Dodó ) eine der Protagonisten des Romans. ISBN 978-3-404-92019-8.

## 引注
1. ↑  Hans-Martin Gauger: Zwischen Affen und Papageien. Ihre Söhne Thomas und Heinrich schrieben Weltliteratur, aber sie hätte lieber eine ganz andere Familie gehabt: Ein Besuch in Paraty, der brasilianischen Heimat von Julia Mann. In: Frankfurter Allgemeine Zeitung, 2. September 2016, S. 14.